# Xing’an (Guilin)
Xing’an (chinesisch 兴安县, Pinyin Xīng’ān Xiàn; Zhuang Hingh'anh Yen) ist ein Kreis der bezirksfreien Stadt Guilin im Autonomen Gebiet Guangxi der Zhuang-Nationalität in der Volksrepublik China. Er hat eine Fläche von 2.333 Quadratkilometern und zählt 346.900 Einwohner (Stand: 2018). Hauptort ist die Großgemeinde Xing’an 兴安镇.

## Administrative Gliederung
Auf Gemeindeebene setzt sich der Kreis aus sechs Großgemeinden und vier Gemeinden (davon eine der Yao) zusammen. Diese sind:
- Großgemeinde Xing’an 兴安镇
- Großgemeinde Xiangli 湘漓镇
- Großgemeinde Jieshou 界首镇
- Großgemeinde Gaoshang 高尚镇
- Großgemeinde Yanguan 严关镇
- Großgemeinde Rongjiang 溶江镇
- Gemeinde Mochuan 漠川乡
- Gemeinde Baishi 白石乡
- Gemeinde Cuijia 崔家乡
- Gemeinde Huajiang der Yao 华江瑶族乡